# Nansenhjelpen
Nansenhjelpen (formalmente chiamata Nansen Hjelp, in inglese: Nansen Relief, in tedesco: Nansenhilfe) fu un'organizzazione umanitaria norvegese fondata da Odd Nansen nel 1936 per fornire rifugio e assistenza, al sicuro in Norvegia, ai rifugiati ebrei provenienti dalle aree dell'Europa sotto il controllo nazista. Fu formalmente sciolta nel 1945, ma cessò di fatto le operazioni alla fine del 1942, dopo che tutti gli ebrei in Norvegia furono deportati o assassinati, o fuggirono in Svezia.

## Fondazione
Sebbene alcune persone norvegesi avessero già compiuto degli sforzi per salvare gli ebrei dalla persecuzione nazista in Europa, le organizzazioni umanitarie norvegesi, come quella fondata da Landsorganisasjonen e dal partito comunista, si concentrarono principalmente sull'aiuto ai rifugiati politici. Fu un professore di tedesco all'Università di Oslo, Fredrik Paasche, ad avvicinare l'architetto Odd Nansen, figlio del famoso esploratore scientifico e premio Nobel per la pace Fridtjof Nansen, per dare il suo nome all'organizzazione dedicata al salvataggio degli ebrei. Quando Christian Lange, un altro premio Nobel per la pace, e il ministro degli esteri Halvdan Koht si aggiunsero a Paasche, Nansen accettò di dare vita all'organizzazione.
L'organizzazione fu di piccole dimensioni fin dall'inizio: Tove Filseth come segretaria a tempo pieno, Sigrid Helliesen Lund come membro del consiglio e membro operativo sul campo, l'avvocato Fredrik Helweg Winsnes, i professori Georg Morgenstierne ed Edgar Schieldrop divennero a loro volta membri del consiglio.
Più che in altri casi simili, l'organizzazione ebbe bisogno di fondi significativi per avere successo: il governo norvegese ha insistito per un deposito di 1.000 NOK per ogni rifugiato per assicurarsi che non sarebbero stati un peso per lo Stato, mentre rifiutò di concedere loro i permessi di lavoro. Allo stesso modo, i sindacati si opposero a qualsiasi immigrazione di individui che avrebbero potuto accettare un impiego, alcuni rifugiati trovarono comunque un lavoro non autorizzato.

## Campagna a Praga
Già nel gennaio 1939 Nansen inviò sua moglie Kari e la signora Filseth ad aprire un ufficio a Praga. Il capo dell'ufficio passaporti norvegese, Leif Ragnvald Konstad, le accompagnò e rilasciò i visti d'ingresso esattamente per il numero di rifugiati che l'organizzazione poté permettersi di sostenere, escludendo le persone "deboli e malate". Nel frattempo, Nansen e Paasche continuarono l'attività di raccolta fondi, dove dovettero superare sia la frugalità del periodo della depressione che il notevole antisemitismo. Diversi donatori accettarono di sostenere l'organizzazione a condizione che il loro contributo non andasse a beneficio degli ebrei. Lo stesso Nansen si recò a Praga, ancora una volta con Konstad, riempiendo rapidamente la quota di persone prevista per i fondi raccolti.
Konstad ritornò ancora una volta in Norvegia, con Nansen rimasto a Praga per elaborare le domande e rendersi utile in qualsiasi altro modo possibile. Oltre al loro ufficio, i tre svolsero molto lavoro dall'Hotel Esplanade. Durante questo periodo, il medico dell'esercito ceco, Leo Eitinger, si offrì volontario per aiutarli e presto divenne anche lui stesso un rifugiato. I Nansens e Filseth nel frattempo stabilirono contatti in tutta la città, comprese le organizzazioni di soccorso della Croce Rossa e dei Quaccheri.
Nel marzo 1939, i tre norvegesi risposero all'appello dei contatti a Bratislava secondo cui gli attacchi antisemiti in Slovacchia si erano intensificati con l'indipendenza dal governo centrale ceco e l'ascesa di monsignor Jozef Tiso. Il giorno del loro arrivo, i Nansens e Filseth assistettero in prima persona alle brutalità contro gli ebrei per mano della Guardia Hlinka, e Odd Nansen riuscì a organizzare un incontro direttamente con Tiso, che Nansen definì "un prete grasso e tozzo, con una tonaca lunga fino al pavimento, con una santa croce d'oro che penzola da una catena d'oro sul petto - e con un paio di occhi scuri dietro occhiali dalla montatura dorata." Impressionato dal pedigree di Nansen, Tiso gli assicurò che la detenzione degli ebrei nei campi di concentramento era solo una misura protettiva contro "le masse agitate".
Nansen non ne fu convinto e si recò a Vienna, durante il viaggio registrò per tutto il tempo le rivolte dilaganti, i saccheggi e le persecuzioni sistematiche contro gli ebrei sulla scia della supremazia nazista. Durante il transito attraverso Bratislava, Nansen ottenne l'esenzione dal coprifuoco ed entrò nel quartiere ebraico della città dove fu testimone in prima persona che soldati e paramilitari sia tedeschi che austriaci sarebbero passati di notte dall'Austria per unirsi ai membri della Guardia Hlinka con lo scopo di saccheggiare la zona ebraica della città. Nansen cercò invano di dare l'allarme a Tiso e al capo della polizia, alla fine si arrese e fece ritorno a Praga dove sperò che i suoi sforzi avrebbero portato più frutti.
Durante il viaggio, Filseth tornò in Norvegia per aiutare i rifugiati a ristabilirsi. Kari Nansen unì gli sforzi, tra gli altri, alle organizzazioni quacchere americane e britanniche, per aiutare i rifugiati ebrei ad attraversare il confine con la Polonia.
Operando secondo la convinzione che la Germania avrebbe invaso la Cecoslovacchia il 15 marzo, i Nansens unirono le forze con la Croce Rossa e l'alto commissario per i rifugiati a Praga, il dottor Podajski, per fare appello ai governi europei affinché accettassero più rifugiati in caso di emergenza e rendessero disponibili più fondi di soccorso per l'emergenza in modo da rendere possibile la loro partenza. In collaborazione con Vladislav Klumpbar, il ministro ceco della salute pubblica, il gruppo lavorò tutta la notte tra il 14 e il 15 marzo per identificare e garantire la fuga dei circa 9.000 rifugiati in pericolo nel momento che i nazisti avessero preso il controllo.
Dopo essere stato informato da Rudolf Kac, il leader comunista per i rifugiati, che le forze tedesche avevano attraversato il confine, riuscì a raggiungere Klumpbar e Podajski al mattino presto. Podajski riferì a Nansen al telefono che le voci erano esagerate, ma Nansen vide effettivamente i soldati tedeschi marciare in strada.
I Nansens avevano ottenuto i visti per circa 80 rifugiati che stavano aspettando fuori dall'hotel quella mattina, in attesa della partenza. Nansen fece indagini in diverse missioni estere a Praga prima che il console norvegese, Hribek, rilasciasse i visti a tutti coloro i cui passaporti erano già stati rilasciati. Gli stessi Nansen furono sfrattati dall'hotel per fare spazio ai funzionari della Gestapo. Riuscirono a trovare una stanza all'Hotel Alcron, dove trovarono che uno dei loro compagni ospiti era Erich Hoepner, un generale dell'esercito tedesco. I Nansens cercarono Hoepner e lo convinsero a consentire l'uscita per donne e bambini ebrei, apparentemente alle spalle della Gestapo. I Nansens aiutarono quindi i restanti rifugiati maschi ad attraversare il confine con la Polonia.
Tove Filseth tornò a Praga poco dopo e l'organizzazione riprese gli sforzi per ottenere i visti e le partenze legali e illegali dai territori cechi. I fondi si esaurirono rapidamente poiché gran parte del viaggio doveva essere pagato corrompendo i funzionari. Il flusso di rifugiati attraverso la Polonia diventò più organizzato, con l'ambasciatore norvegese Niels Christian Ditleff che forniva cibo, vestiti e trasporti a Gdynia, da dove potevano viaggiare via mare verso la Norvegia.
Il 26 marzo 1939, i Nansens viaggiarono in treno fino a Berlino e si separarono all'aeroporto di Tempelhof, Odd Nansen volando a Londra per chiedere l'assistenza di Lord Herbert Emerson, alto commissario della Società delle Nazioni per i rifugiati. Emerson ignorò tutti i telegrammi precedenti di Nansen ma fu più ricettivo di persona. Accettò di inviare un emissario a Varsavia per valutare la situazione. Nansen portò la sua causa al parlamento britannico e all'ambasciatore sovietico Ivan Maisky, dove fu respinto, sebbene l'ambasciatore espresse il suo profondo apprezzamento per gli sforzi del padre di Nansen per alleviare la carestia ucraina.

## Attività in Norvegia
Al ritorno in Norvegia, Nansen si rivolse ai politici norvegesi per convincere il suo governo a fornire sostegno finanziario ai rifugiati. Trygve Lie, l'allora ministro della giustizia, accettò di sostenere la richiesta di sostegno di Nansen se fosse riuscito a convincere la maggioranza del parlamento norvegese a votare per il provvedimento. Nansen convinse tutti i partiti in parlamento a votare per tale sovvenzione, ad eccezione del partito agrario, che almeno promise di astenersi. Ciò comportò un contributo di 500.000 NOK per la causa, sebbene Nansenhjelpen abbia dovuto condividerla con il fondo per la giustizia del lavoro.

## Salvataggio dei bambini
L'ultimo progetto dell'organizzazione fu di evacuare un certo numero di bambini ebrei che avevano radunato a Bratislava, Praga e Brno. Dopo essersi assicurati i loro visti di uscita, si ritrovarono a Berlino, dove rimasero in una sinagoga, per poi viaggiare insieme in treno attraverso la Svezia fino in Norvegia.

## Chiusura dell'attività
Dopo che la Norvegia fu invasa e occupata dalla Germania nazista a partire dal 9 aprile 1940, non ci furono più tentativi di salvare gli ebrei dal continente. I funzionari dell'organizzazione concentrarono i loro sforzi sul sostegno ai rifugiati già in Norvegia, ben oltre 500. Il 13 gennaio 1942 Nansen fu arrestato dalla Gestapo in Norvegia. Fu tenuto prigioniero nel campo di prigionia di Grini e poi a Sachsenhausen, da dove tornò nel maggio 1945.